# Ivan Skvortsov-Stepanov
Ivan Ivanovich Skvortsov-Stepanov (em russo: Ива́н Ива́нович Скворцо́в-Степа́нов, 1870 – 1928) foi escritor, historiador, importante bolchevique russo e um dos participantes mais antigos do movimento revolucionário. 
Uniu-se a ele em 1892 e em 1904 aderiu à fação bolchevique. Em 1906 foi delegado no IV Congresso do Partido Social-Democrata Russo, onde apoiou Lenin contra a maioria menchevique. Na época entre 1907 e 1910 suportou a corrente dos Mezhraiontsi, mas finalmente volveu ficar sob a influência de Lenin, o qual favorece que, após ter sido arrestado e exiliado em numerosas ocasiões, com o triunfo da Revolução russa fosse nomeado primeiro Comissário do Narkomfin, departamento que controlava as finanças e a economia russa após a revolução. 
Após a sua morte em 1928, foi comemorado pelo regime stalinista como um "leninista firme e constante", o qual contrasta claramente com o tratamento que o stalinismo deu ao resto dos membros originais do Conselho de Comissários do Povo, a maior parte deles executados nos expurgos stalinistas.
| Precedido por: {{{antes}}} | Narkomfin 26 de Outubro (8 Novembro) de 1917 – 20 de Janeiro (2 de Fevereiro) de 1918 | Sucedido por: {{{depois}}} |